# Vincent Tshomba Shamba Kotsho
Vincent Tshomba Shamba Kotsho (* 22. Januar 1963 in Kinshasa) ist ein kongolesischer römisch-katholischer Geistlicher und Bischof von Tshumbe.

## Leben
Vincent Tshomba Shamba Kotsho studierte von 1981 bis 1984 Philosophie am Priesterseminar Saint Kaggwa und von 1985 bis 1989 Katholische Theologie am Priesterseminar Saint Jean XXIII in Kinshasa. Er empfing am 1. August 1990 das Sakrament der Priesterweihe für das Erzbistum Kinshasa.
Nach der Priesterweihe war Vincent Tshomba Shamba Kotsho zunächst als Pfarrvikar der Pfarrei Saint Augustin tätig, bevor er 1994 Pfarrvikar der Pfarrei Saint André wurde. Von 1996 bis 2003 war er Pfarrer der Pfarrei Mama wa Bosawa und von 1996 bis 1997 zudem Pfarrer der Pfarrei Saint Frédéric. Danach war Vincent Tshomba Shamba Kotsho als Pfarrer der Pfarrei Saint Marc und als Dechant tätig, bevor er 2008 Pfarrer der Pfarreien Saint Augustin und Saint Gabriel wurde. Von 2014 bis 2018 war er Pfarrer der Pfarrei Saint Joseph. 2018 wurde Vincent Tshomba Shamba Kotsho Pfarrer der Pfarrei Saint Albert le Grand sowie Mitglied des Priesterrates des Erzbistums Kinshasa und Verantwortlicher für Gerechtigkeit und Frieden.
Am 29. Juni 2020 ernannte ihn Papst Franziskus zum Titularbischof von Oescus und zum Weihbischof in Kinshasa. Der Erzbischof von Kinshasa, Fridolin Kardinal Ambongo Besungu OFMCap, spendete ihm sowie Jean-Crispin Kimbeni Ki Kanda und Charles Ndaka Salabisala am 10. Oktober desselben Jahres die Bischofsweihe; Mitkonsekratoren waren der Apostolische Nuntius in der Demokratischen Republik Kongo, Erzbischof Ettore Balestrero, und der Erzbischof von Kisangani, Marcel Utembi Tapa.
Am 11. Juni 2022 ernannte ihn Papst Franziskus zum Bischof von Tshumbe. Die Amtseinführung fand am 10. August desselben Jahres statt.